# Sanmon Gossip
Sanmon Gossip (三文ゴシップ, A Fofoca dos Três Vinténs), título em inglês oficial: Superficial Gossip, é o quarto álbum de estúdio da cantora japonesa Shiina Ringo, lançado em 24 de junho de 2009. De acordo com a Oricon, foi o 39° álbum mais vendido no Japão no ano de 2009.

## Faixas
Todas as letras escritas por Ringo Shiina salvo indicação em contrário, todas as músicas compostas por Ringo Shiina.
| CD             | |                                  |                                                                                |         |  |
| N.º            | Título | Letras                           | Arranjador(es)                                                                 | Duração |  |
| 1.             | "Ryūkō (流行, moda) (Título Inglês Oficial: Vogue)"                                                                              | Ringo Shiina Rap: Daisuke Sakama | Masayuki Hiizumi (de PE'Z) & Ringo Sheena                                      | 4:16    |  |
| 2.             | "Rōdōsha (労働者, Trabalhador) (Título Inglês Oficial: Blue collar)"                                                             |                                  | Takafumi Ikeda                                                                 | 5:01    |  |
| 3.             | "Mittei Monogatari (密偵物語, História do agente secreto) (Título Inglês Oficial: Clandestine)"                                  | Jack Brown                       | Takayuki Hattori                                                               | 3:10    |  |
| 4.             | "Zero Chiten Kara (〇地点から, de Ponto 0) (Título Inglês Oficial: Original intention)"                                          |                                  | Nobuhiko Nakayama & Bakeneko Killer                                            | 3:18    |  |
| 5.             | "Karisome Otome (カリソメ乙女, virgem temporária) (DEATH JAZZ ver.) (Título Inglês Oficial: Temporary virgin (Death Jazz ver.))" |                                  | Soil & "Pimp" Sessions                                                         | 2:29    |  |
| 6.             | "Tsugō no Ii Karada (都合のいい身体, O corpo conveniente) (Título Inglês Oficial: The leading hitter)"                           |                                  | Neko Saitō                                                                     | 3:14    |  |
| 7.             | "Shun (旬, A melhor estação) (Título Inglês Oficial: Season)"                                                                    |                                  | J.A.M (de Soil & "Pimp" Sessions) Arranjo do instrumento de cordas: Neko Saitō | 4:47    |  |
| 8.             | "Futari-bocchi Jikan (二人ぼっち時間, Tempo de apenas nós dois) (Título Inglês Oficial: Just the two of us)"                     |                                  | Neko Saitō                                                                     | 3:05    |  |
| 9.             | "Mayakashi Yasaotoko (マヤカシ優男, Cavalheiro falso) (Título Inglês Oficial: Fake fellow)"                                      |                                  | Soil & "Pimp" Sessions                                                         | 3:57    |  |
| 10.            | "Togatta Teguchi (尖った手口, Truque afiado) (Título Inglês Oficial: Sharp practice)"                                            | Ringo Shiina Rap: Mummy D        | Nobuhiko Nakayama & Mr. Drunk & Bakeneko Killer                                | 3:02    |  |
| 11.            | "Irokoizata (色恋沙汰, Caso de amor) (Título Inglês Oficial: Excitement)"                                                        |                                  | Takayuki Hattori                                                               | 3:00    |  |
| 12.            | "Bonsai Hada (凡才肌, Habilidade ordinária) (Título Inglês Oficial: Ordinary ability)"                                           |                                  | coba & Ringo Shiina                                                            | 3:48    |  |
| 13.            | "Yokyō (余興, Atividade secundária) (Título Inglês Oficial: Alone)"                                                              |                                  | Yukio Nagoshi                                                                  | 3:53    |  |
| 14.            | "Marunouchi Sadistic (丸の内サディスティック) (EXPO ver.)"                                                                       |                                  | Ukigumo (de Tokyo Jihen)                                                       | 2:59    |  |
| Duração total: | Duração total: | Duração total:                   | Duração total:                                                                 | 50:05   |  |

- Todo o Título inglês Oficial depende de Ringo Shiina site.[5]

## Vendas e posições nas paradas
| Parada                      | Posição | Total de Vendas | Semanas |
| --------------------------- | ------- | --------------- | ------- |
| Oricon Parada Diária        | 1       | 35,000          |         |
| Oricon Parada Semanal       | 1       | 120,000         |         |
| Oricon Parada Mensal        | 6       |                 |         |
| Oricon Parada Anual         | 39      | 202,000         |         |
| iTunes Store Parada Semanal | 1       |                 |         |
| iTunes Store Parada Anual   | 9       |                 |         |